# Pollex paramaxima
Pollex paramaxima là một loài bướm đêm thuộc họ Erebidae. Nó được tìm thấy ở miền trung Lombok.
Sải cánh dài khoảng 12 mm. 